# Bão Fengshen (2002)
Bão Fengshen là cơn bão mạnh nhất trong Mùa bão Tây Bắc Thái Bình Dương năm 2002. Nó phát triển vào ngày 13 tháng 7 từ máng gió mùa gần Quần đảo Marshall và nhanh chóng tăng cường do kích thước nhỏ. Đến ngày 15 tháng 7, Fengshen đạt được trạng thái bão và sau khi ban đầu di chuyển về phía bắc, nó đã quay về hướng tây bắc. Vào ngày 18 tháng 7, cơn bão đạt cường độ cực đại 185 km/giờ (sức gió 115 dặm/giờ 10 phút), theo Cơ quan Khí tượng Nhật Bản. Trung tâm Cảnh báo Bão Liên hợp ước tính sức gió cực đại là 270 km/giờ (sức gió 165 dặm/giờ) và cơ quan này ước tính rằng Fengshen là siêu bão trong năm ngày. Điều này đã phá vỡ kỷ lục về thời gian dài nhất ở cường độ đó, được Bão Joan thiết lập trước đó vào năm 1997, và sau đó được Bão Ioke ràng buộc vào năm 2006.

## Lịch sử khí tượng

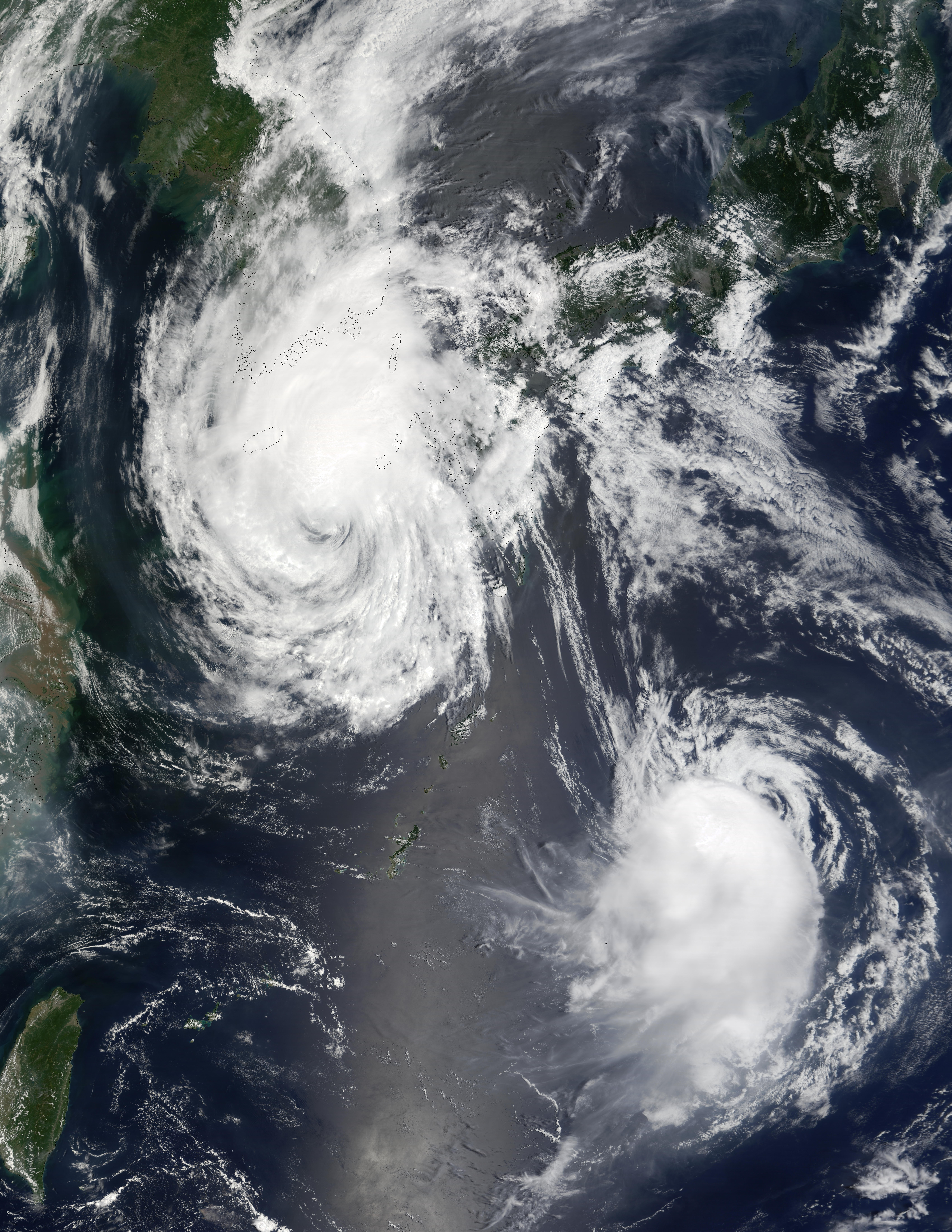

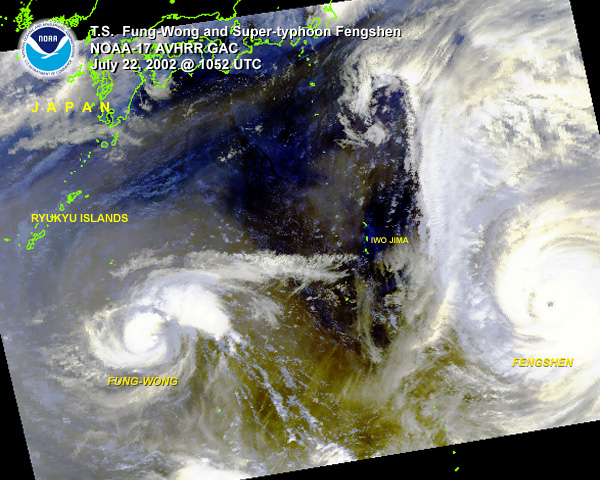
Bão Fengshen và bão Fung-wong đang tương tác nhị phân với nhau

Một áp thấp nhiệt đới hình thành từ rãnh gió mùa trong ngày 13 tháng 7 đã mạnh lên một cách nhanh chóng nhờ kích thước nhỏ gọn. Hai ngày sau, hệ thống đạt cấp độ bão cuồng phong và nó dần chuyển hướng sang Tây Bắc sau một thời gian đầu di chuyển theo hướng Bắc. Vào ngày 18 JMA nhận định vận tốc gió duy trì 10 phút đạt tối đa 185 km/giờ (115 dặm/giờ) cùng áp suất tối thiểu 920 mbar, giúp Fengshen trở thành cơn bão mạnh nhất của mùa bão. JTWC thì đánh giá vận tốc gió duy trì một phút tối đa 270 km/giờ (165 dặm/giờ) và ước tính Fengshen đã duy trì trạng thái siêu bão trong vòng 5 ngày, phá vỡ kỷ lục trước đó của cơn bão Joan năm 1997 và ngang bằng với cơn bão Ioke sau này năm 2006.
Vào khoảng thời gian ở gần cường độ tối đa, bão Fengshen đã trải qua hiệu ứng Fujiwara với bão Fungwong, khiến cơn bão này thực hiện một vòng lặp trong quỹ đạo. Khi dần tiếp cận Nhật Bản, Fengshen suy yếu và nó đã di chuyển qua quần đảo Ōsumi trong ngày 25 tháng 7 với trạng thái là một cơn bão nhiệt đới dữ dội. Đã có bốn người chết đuối, 15 người được giải cứu trên một con tàu bị bão cuốn vào bờ. Tại Nhật Bản, Fengsheng đã trút xuống những cơn mưa lớn tạo ra lở đất. Thiệt hại mùa màng là 4 triệu USD kèm với đó là một trường hợp thiệt mạng. Sau khi đã tác động đến Nhật Bản, Fengshen suy yếu xuống áp thấp nhiệt đới trên biển Hoàng Hải trước khi vượt bán đảo Sơn Đông rồi tan vào ngày 28 tháng 7.

## Thiệt hại
Trong khi gần cường độ cực đại, bão Fengshen đã trải qua hiệu ứng Fujiwhara với bão Fung-wong, khiến cơn bão sau lặp lại ở phía nam. Fengshen dần dần suy yếu trong khi tiếp cận Nhật Bản, và nó đã đi qua Quần đảo Ōsumi của đất nước vào ngày 25 tháng 7 như một cơn bão nhiệt đới nghiêm trọng. Cơn bão đã cuốn trôi một tàu chở hàng lên bờ, giết chết bốn người và buộc 15 thành viên phi hành đoàn khác phải được giải cứu. Ở trong nước, Fengshen đã giảm lượng mưa lớn gây ra lở đất và gây thiệt hại 4 triệu đô la (¥ 475 triệu 2002 JPY). Có thêm một cái chết trong nước. Sau khi ảnh hưởng đến Nhật Bản, Fengshen suy yếu ở Hoàng Hải đến áp thấp nhiệt đới, trước khi di chuyển qua Bán đảo Sơn Đông của Trung Quốc và tan biến vào ngày 28 tháng 7.